# Bronisław Bugiel
Bronisław Bugiel (ur. 2 października 1934 w Chorzowie, zm. 12 stycznia 2021) – polski artysta fotograf, fotoreporter. Członek rzeczywisty Związku Polskich Artystów Fotografików. Członek honorowy Lubuskiego Towarzystwa Fotograficznego. Członek Klubu Fotografii Prasowej przy Stowarzyszeniu Dziennikarzy PRL.

## Życiorys
Bronisław Bugiel był absolwentem Technikum Fotograficznego w Katowicach. Od 1954 roku mieszkał, pracował i fotografował w Zielonej Górze. Od 1954 roku do emerytury (w 1990 roku) był fotoreporterem w Gazecie Zielonogórskiej – późniejszej Gazecie Lubuskiej. Był obserwatorem życia społecznego, dokumentalistą najważniejszych wydarzeń politycznych, sportowych, kulturalnych i religijnych w regionie. W 1990 roku rozpoczął współpracę z Wojewódzkim Urzędem Ochrony Zabytków w Zielonej Górze. 
Bronisław Bugiel był autorem i współautorem wielu wystaw fotograficznych; indywidualnych, zbiorowych, poplenerowych oraz pokonkursowych, na których zdobył wiele nagród, wyróżnień, dyplomów, listów gratulacyjnych. W 1991 roku został przyjęty w poczet członków rzeczywistych Okręgu Dolnośląskiego Związku Polskich Artystów Fotografików. Był członkiem ZPAF do 2009 roku. Od 1989 roku szczególne miejsce w jego twórczości zajmowało fotografowanie w dawnej, szlachetnej technice gumy chromianowej. 
Archiwum z negatywami Bronisława Bugla (zakupione) znajduje się w zbiorach Urzędu Miasta w Zielonej Górze.